# Lasse Nielsen (calciatore 1987)
Lasse Nielsen (3 marzo 1987) è un calciatore danese, difensore del Næstved.

## Carriera
È cresciuto nelle giovanili dell'Herlufsholm, squadra minore della cittadina di Næstved.
Successivamente è entrato a far parte della squadra principale della zona, il Næstved Boldklub, con cui ha giocato sia a livello giovanile, che nella seconda squadra, che in prima squadra.
Nel luglio del 2011 ha firmato un contratto con il Vestsjælland della durata di tre anni, di cui i primi due giocati in 1. Division mentre il terzo in Superligaen, in quella che è stata la sua prima stagione nella massima serie danese.
La tappa successiva della sua carriera è stata all'Odense, dove è rimasto per due anni fino alla scadenza contrattuale.
Nella sessione estiva del mercato 2016 si è trasferito da svincolato in Polonia al Lech Poznań, in quella che è stata la sua prima parentesi all'estero. Nell'anno e mezzo di permanenza, oltre alla vittoria della Supercoppa polacca 2016, ha avuto modo di esordire in campo europeo nei preliminari di Europa League.
Nel gennaio 2018 ha firmato con il neopromosso Trelleborg, club di un paese dell'estremo sud della Svezia, non distante da Malmö e dalla Danimarca. Il suo primo gol con la nuova maglia ha deciso proprio la partita contro i campioni in carica del Malmö FF del suo omonimo Lasse Nielsen, anch'egli difensore, anch'egli danese, ma di un anno più giovane. La squadra ha però chiuso il campionato all'ultimo posto in classifica.
Vista anche la retrocessione del Trelleborg, Nielsen ha preferito fare ritorno in Danimarca, adducendo motivi personali, dopo i due anni e mezzo trascorsi all'estero. Nel gennaio 2019 si è dunque trasferito al Lyngby rimanendovi per un campionato e mezzo, in entrambi i casi conclusi con una salvezza ottenuta ai play-out.
Nell'agosto del 2020 ha fatto ritorno al suo vecchio club del Næstved Boldklub nonostante la squadra fosse relegata nella terza serie nazionale.

## Palmarès

### Club

#### Competizioni nazionali
- Supercoppa di Polonia: 1

Lech Poznań: 2016